# 지방도 제314호선
지방도 제314호선은 경기도 화성시 정남면 고지리와 평택시, 용인시를 거쳐 안성시 양성면 난실 교차로를 잇는 경기도의 지방도이다.
오산시 ~ 평택시 구간은 현재 도로가 개설되지 않았으며 오산 두곡동 ~ 평택 서탄면 수월암리 구간은 2013년 12월에 개통하였다.

## 연혁
- 2005년 3월 28일 : 기존 지방도 제314호선인 '정남 ~ 양성선'을 폐지[1]
- 2005년 3월 28일 : 지방도 제314호선을 새로 지정(시점만 변경)[2]
- 2013년 12월 20일 : 오산시 두곡동 ~ 평택시 서탄면 수월암리 1.53km 구간 확장 개통[3]
- 2016년 12월 31일 : 진위 ~ 남사간 도로(평택시 진위면 견산리 ~ 은산리) 4.7km 구간 확장 개통[4]
- 2019년 11월 1일 : 진위 ~ 오산시계간 도로(평택시 서탄면 수월암리) 895m 구간 확장 개통[5]
- 2023년 1월 19일 : 정남일반산업단지 진입도로(오산시 벌음동 ~ 화성시 정남면 음양리) 1.46km 구간 확장 개통, 기존 화성시 정남면 덕절리 400m 구간 폐지[6]
- 2024년 12월 16일 : 진위역 ~ 오산시계간 도로(평택시 진위면 견산리) 2.1km 구간 확장 개통, 기존 평택시 진위면 하북리 ~ 견산리 2.2km 구간 폐지[7]

## 경유지
- 화성시
  - 정남면 고지리 - 정남119안전센터 - 금복리 - 망월리 - 덕절리

- 오산시
  - 초평동 벌음삼거리 - 벌음동 - (미개통 구간 : 벌음동 - 탑동) - 두곡동

- 평택시
  - 서탄면 수월암리 - 수월암 교차로 - (미개통 구간 : 사리)
  - 진위면 (미개통 구간 : 하북리) - 하북지하차도 - 하북삼거리 - 진위중학교, 진위고등학교 - 견산리 - 봉담교 - 마산사거리 - 마산리 - (은산5리입구) - 은산교 - 은산리

- 용인시
  - 처인구
    - 남사읍 진목리 - 진목 교차로 - 성은교 - 전궁리사거리 - 전궁리
    - 이동읍 어비3리사거리 - 어비1리삼거리 - 어장교

- 안성시
  - 양성면 장서삼거리 - 장서 교차로 - 난실 교차로

## 중복 구간
- 화성시 정남면 덕절리 ~ 벌음동 : 국가지원지방도 제82호선과 중복
- 평택시 진위면 견산리 ~ 마산사거리 : 지방도 제317호선과 중복
- 평택시 진위면 마산사거리 ~ (은산5리입구) : 지방도 제306호선과 중복

## 도로명
- 화성시 정남면 고지리 ~ 덕절리 : 정남동로
- 화성시 정남면 덕절리 ~ 오산시 벌음동 : 발안로
- 평택시 진위면 하북삼거리 ~ 견산리 : 진위서로
- 평택시 진위면 견산리 ~ 마산사거리 : 삼남로
- 평택시 진위면 마산사거리 ~ (은산5리입구) : 삼봉로
- 평택시 진위면 (은산5리입구) ~ 안성시 양성면 장서삼거리 : 어진로
- 안성시 양성면 장서삼거리 ~ 난실 교차로 : 양성로